# Lucijan Marija Škerjanc
Lucijan Marija Škerjanc (17 décembre 1900 - 27 février 1973) est un compositeur, pédagogue et chef d'orchestre yougoslave.
Škerjanc a composé notamment pour le piano, le violon et la clarinette. Son style reflète le romantisme tardif avec des influences expressionnistes et impressionnistes, souvent emprunt d'un tempérament artistique exacerbé, juxtaposant une certaine noirceur avec des phrases mélodieuses dans sa musique.
Skerjanc compte parmi les plus importants compositeurs de musique slovène moderne. Pour l'ensemble de son œuvre, il a reçu 4 fois le prix Prešeren.

## Biographie
Skerjanc est né à Graz de parents slovènes qui regagnèrent leur patrie en 1902. Il a d'abord étudié la musique à Ljubljana, puis de 1920 à 1921 au Conservatoire de Prague, et de 1922 à 1924 à l'Académie de Vienne la composition et le piano. Il a complété ses études à la Schola Cantorum en classe de composition de 1924 à 1927, et au Conservatoire de Bâle en 1930. Il a passé de nombreuses années à enseigner la composition à l'Académie de musique de Ljubljana, a notamment été le professeur de Nada Ludvig-Pečar, tout en dirigeant l'Académie pendant une période ; il fut pianiste, chef d'orchestre, auteur, et directeur de l'Orchestre philharmonique slovène basé dans la capitale. En 1940, il s'installe à l'Académie de Musique, où il est resté jusqu'en 1970. À partir de 1949, il fut un membre régulier de l'Académie slovène des Sciences et des Arts (SAZU), puis directeur de la Philharmonie slovène de 1950 à 1955.
Au cours de sa vie, il a également écrit pour des compositeurs internationaux et composé de la musique de film pour un certain nombre de films yougoslaves.
Skerjanc était aussi un critique musical et un musicologue, et l'auteur de trois monographies sur des compositeurs slovènes, cinq manuels pédagogiques et un livre Od Bacha ne Šostakoviča, ce qui signifie littéralement : "De Bach à Chostakovitch".
Les premières influences musicales dans ses œuvres se trouvent chez Vincent d'Indy. Après la Seconde Guerre mondiale, il a changé de style en utilisant les techniques dodécaphoniques. Il est mort à Ljubljana en 1973.

## Récompenses et commémoration
Skerjanc a reçu quatre fois le Prix Prešeren (la plus haute distinction pour un artiste slovène), d'abord en 1947 pour son Concert pour violon et orchestre, puis à nouveau en 1948, 1950 et 1971. Il a également été récipiendaire du Prix Herder autrichien.
En 1964, il est lauréat du Prix Gottfried Herder de Bâle, doté de 10 000 francs suisses. En outre, il a été honoré de l'ordre des Palmes académiques à Paris. En 2001 en Slovénie, un timbre a été publié à son effigie ; il s'agit d'un portrait réalisé par l'artiste Božidar Jakac, positionné sur le manuscrit de son poème symphonique Marenka.

## Compositions

### Orchestre
- Ouverture lyrique pour orchestre (1925)
- Ouverture Svečana pour orchestre (1926)
- Ouverture Slavnostna pour orchestre (1932)
- Prélude, Aria et Final pour orchestre à cordes (1933)
- Symphonie no 1 (1933)
- "V CNCM cernom lèse..." pour orchestre à cordes (1934)
- Jadransko Morje (Adriatique) pour orchestre à cordes (1935)
- Suite dans le style ancien pour orchestre à cordes (1935)
- Symphonie no 2 en si mineur (1938)
- Suite no 2 pour orchestre à cordes (1940)
- Marenka, poème symphonique chorégraphique (1940)
- Symphonie no 3 (1941)
- Ouverture dramatique pour orchestre (1942)
- Symphonie no 4 en si majeur pour orchestre à cordes (1942)
- Symphonie no 5 en fa majeur pour orchestre symphonique (1943)
- Notturno
- Gazele, cycle de sept poèmes d'orchestre d'après France Prešeren (1950)
- Suite no 3, 9 pièces pour orchestre à cordes (1954)
- Suite Mala (1956)
- Sinfonietta, Dixtuor à cordes (1958)
- Problemi (1958)
- 7 Fragments dodécaphoniques pour orchestre à cordes (1958)
- Zarje večerne

### Musique concertante
- Concerto pour violon et orchestre no 1 (1927)
- Concerto pour piano et orchestre en la mineur (1940)
- Concerto pour violon et orchestre no 2 (1944)
- Fantaisie pour piano et orchestre (1944)
- Allegro de Concert pour violoncelle et orchestre (1947)
- Concertino pour piano et orchestre à cordes (1949)
- Concertino pour clarinette et orchestre (1949)
- Concerto pour basson, cordes et harpe (1952)
- Concerto pour harpe et orchestre de chambre (1954)
- Concerto pour clarinette, cordes, percussions et harpe (1958)
- Rhapsodie concertante pour alto et orchestre (1959)
- Concertino pour flûte et orchestre (1962)
- Concerto pour cor et orchestre (1962)
- Concerto pour piano et orchestre pour la main gauche (1963)

### Musique de chambre
- Quatuor à cordes no 1 (1917)
- Quatuor à cordes no 2 (1921)
- Quatuor à cordes no 3 (1925)
- Quintette à vent (1925)
- Intermezzo romantique pour violon et piano (1934)
- Sonate pour violoncelle seul (1935)
- Quatuor à cordes n ° 4 (1935)
- Maestoso lugubre pour trio avec piano (1935)
- Trio avec piano (1935)
- Trio pour flûte, clarinette et basson (1937)
- 2 Bagatelles pour violon et piano (1941)
- Trois compositions de jeunesse, pour violon (ou clarinette, trompette, violoncelle) et piano (1942)
- Quatuor à cordes n ° 5 (1945)
- Quintette à cordes (1950)
- Duo pour deux violons (1952)
- Cinq mélodies lyriques et Capriccio pour violoncelle et piano (1953)
- Concerto pour quatre violoncelles (1954)
- 4 pièces dithyrambiques pour violon et piano (1960)
- 7 études pour violoncelle seul (1961)
- Élégie pour alto et piano

### Musique pour piano
- Sonate pour piano (publié 1956)
- Sonate pour piano no 2 (1925)
- 4 pièces pour piano (1925)
- 10 compositions de jeunesse pour piano
- Pro memoria pour piano (1927)
- 7 Nocturnes pour piano (1935)
- 24 Préludes diatoniques (1936)
- 6 Improvisations pour piano (1942)
- Prélude et Fugue en mi mineur pour orgue (1944)
- Variations sans thème pour piano (1944)
- 6 pièces pour une main (1945) (dont 3 pièces pour la main gauche)
- Douze préludes pour piano (1954)

### Musique vocale
- Vizija (Vision), chant solo pour voix et piano (1918)
- Venec Sonetni, Cantate pour solistes, chœur et orchestre (1949); mots par France Prešeren
- De profundis pour voix et orchestre de chambre
- 55 chansons pour voix et piano

## Sources
- (en) Cet article est partiellement ou en totalité issu de l’article de Wikipédia en anglais intitulé « Lucijan Marija Škerjanc » (voir la liste des auteurs).

- (de) Cet article est partiellement ou en totalité issu de l’article de Wikipédia en allemand intitulé « Lucijan Marija Škerjanc » (voir la liste des auteurs).